# Донерсдорф
Донерсдорф (њем. Donnersdorf) општина је у њемачкој савезној држави Баварска. Једно је од 29 општинских средишта округа Швајнфурт. Према процјени из 2010. у општини је живјело 1.912 становника. Посједује регионалну шифру (AGS) 9678124.

## Географски и демографски подаци
Донерсдорф се налази у савезној држави Баварска у округу Швајнфурт. Општина се налази на надморској висини од 251 метра. Површина општине износи 27,0 km². У самом мјесту је, према процјени из 2010. године, живјело 1.912 становника. Просјечна густина становништва износи 71 становника/km².